# Carl-Fredrik Geust
Carl-Fredrik Geust, född 19 juni 1944 i Pörtoms församling i Vasa län, Finland, är en finländsk ingenjör och fackboksförfattare.

## Biografi
Geust var assistent vid Tekniska högskolan i Helsingfors 1966–1967, blev diplomingenjör 1967, var anställd vid Helsingfors Telefonförening 1967–1969, var projektingenjör vid Oy Honeywell Ab 1969–1971 och idkade forskning 1971–1975. Därefter var han direktör för SEV-marknaden vid Oy Nokia Ab 1975–1992 och arbetade för Sonera Oy i Ryssland 1992–2002. Åren 1995–1997 var han telekommunikationsexpert i Moskva inom ramen för Europeiska Unionens program Technical Assistance to the Commonwealth of Independent States (TACIS). Han deltog 1971–1992 i arbete med internationell standard inom telekommunikation.
Carl-Fredrik Geust har på senare år varit verksam som fackboksförfattare inom flyghistoria. Han är sedan 1996 ledamot av styrelsen för Krigshistoriska samfundet i Finland. Åren 1984–2007 var han ledamot av styrelsen för Flygmuseiföreningen, tidvis som vice ordförande och ordförande. Sedan 2020 är Geust ledamot av styrelsen för Svenskt Militärhistoriskt Bibliotek.